# Мажейка, Кипрас Иозович
Кипрас Иозович Мажейка (лит. Kipras Mažeika; род. 8 марта 1944, Каунас) — советский и российский журналист-международник, медиаменеджер и педагог. Собственный корреспондент Гостелерадио СССР в Северной Африке (1976—1981) и в Западной Европе (1985—1997). Заслуженный журналист Российской Федерации (2020), лауреат премии «Золотое перо России» (2024).

## Биография
Родился 8 марта 1944 года в Каунасе, Литовская ССР. Родился в богемной семье: отец — оперный певец Юозас Мажейка, мать — актриса драматического театра, сестра — эстрадная певица.
Окончил факультет журналистики Московского государственного университета и аспирантуру Академии общественных наук при ЦК КПСС (ныне — РАНХиГС).
С 1967 годов работал в Гостелерадио СССР, занимал должности редактора отдела совместных съемок с зарубежными странами, специального корреспондента международного отдела радиостанции «Маяк», внешнеполитического комментатора Иновещания и другие.
В 1976—1981 годах работал собственным корреспондентом Гостелерадио СССР в Северной Африке (базировался в Алжире). В 1985—1997 годах работал собственным корреспондентом Гостелерадио СССР (позднее — ВГТРК) в Западной Европе (базировался в Брюсселе).
В 1997—2001 годах работал заместителем генерального директора издательства «Воскресенье», заместителем министра Московской области по печати и информации и помощником заместителя председателя Государственной думы.
В 2001—2003 годах работал директором медиахолдинга литовского концерна «Ахема-групп». В 2004—2006 годах работал заместителем генерального директора PR-агентства «Интермедиа-М» и, одновременно, заместителя председателя исполкома Партии самоуправления трудящихся. В 2006—2010 годах работал помощником заместителя председателя Комитета Совета Федерации по федеративному устройству и региональной политике.
С 2012 года работает заведующим кафедрой интернет- и радиожурналистики и профессором в Академии медиаиндустрии.
Свободно владеет французским и литовским, говорит на английском и польском языках.

## Награды
- Премия «За создание информационных проектов, содействующих сохранению оборонного потенциала страны» (1995) от Госкомоборонпрома России[1].
- Cпециальной премии Союза журналистов России «За выдающиеся профессиональные достижения и творческое долголетие» (2014)[1].
- Почётное звание «Заслуженный журналист Российской Федерации» (2020) «за заслуги в развитии отечественной журналистики, высокий профессионализм и многолетнюю плодотворную работу»[4].
- Премия «Золотое перо России» (2024) от Союза журналистов России (СЖР) в номинации «Легенда российской журналистики»[5].